# Kvadratno piramidno število
Piramidno število ali kvadratno piramidno število je figurativno število, ki predstavlja piramido z osnovo in štirimi stranmi. Piramidno število za dani n je določeno z:
{\displaystyle {1 \over 6}n(n+1)(2n+1)}
Vsako piramidno število je tudi vsota kvadratov prvih celih števil od 1 do n.
Prva piramidna števila so (OEIS A000330):
1, 5, 14, 30, 55, 91, 140, 204, 285, 385, 506, 650, 819, ...
Piramidna števila si lahko zamislimo v fizičnem prostoru z danim številom krogel in kvadratnim okvirjem, ki skupaj drži število krogel katere tvorijo osnovo, oziroma n2. Poleg števila 1 obstaja le še eno število, ki je hkrati kvadratno število in piramidno število, 4.900. To dejstvo je leta 1918 skoraj na elementaren način dokazal G. N. Watson, domneval pa že Édouard Lucas leta 1875 (glej problem topovskih krogel).